# Ansgar Wessling
Ansgar Wessling (Essen, 3 de mayo de 1961) es un deportista alemán que compitió en remo.
Participó en dos Juegos Olímpicos de Verano, obteniendo dos medallas, oro en Seúl 1988 y bronce en Barcelona 1992, en la prueba de ocho con timonel.
Ganó cuatro medallas en el Campeonato Mundial de Remo entre los años 1984 y 1991.

## Palmarés internacional
| Representando a la RFA   |                      |                   |                           |
| Juegos Olímpicos         |                      |                   |                           |
| Año                      | Lugar                | Medalla           | Prueba                    |
| 1988                     | Seúl (Corea del Sur) | Medalla de oro    | Ocho con timonel          |
| Campeonato Mundial       |                      |                   |                           |
| Año                      | Lugar                | Medalla           | Prueba                    |
| 1984                     | Montreal (Canadá)    | Medalla de plata  | Cuatro sin timonel ligero |
| 1989                     | Bled (Yugoslavia)    | Medalla de oro    | Ocho con timonel          |
| 1990                     | Tasmania (Australia) | Medalla de plata  | Cuatro con timonel        |
| Representando a Alemania |                      |                   |                           |
| Juegos Olímpicos         |                      |                   |                           |
| Año                      | Lugar                | Medalla           | Prueba                    |
| 1992                     | Barcelona (España)   | Medalla de bronce | Ocho con timonel          |
| Campeonato Mundial       |                      |                   |                           |
| Año                      | Lugar                | Medalla           | Prueba                    |
| 1991                     | Viena (Austria)      | Medalla de oro    | Ocho con timonel          |